# تزلزل
التزلزل هو احتمال اللفظ لانقلاب معناه إلى ضده عند تغيير حركة واحدة منه. والمتزلزل عند البلغاء هو أن يستعمل الكاتب أو الشاعر لفظا إذا تغيرت حركة حرف منه تبدل معناه من المدح قدحا.